# 傑克武士
《傑克武士》是美國動作冒險動畫劇集，由格恩迪·塔塔科夫斯基為卡通頻道創作。由華納兄弟電視公司發行，在參與第一個原創系列《德克斯特的實驗室》的工作後，塔塔科夫斯基便根據1972年電視劇《功夫》，以及自身對於武侠文化、武士道的迷戀構想了《傑克武士》。
在劇中，《傑克武士》名義上的角色是一位未具名的日本武士王子，他揮舞著一把神秘的武士刀，幾乎可以切穿任何東西。當他的王國被邪惡的變形惡魔領主阿蠱接管後，他為了拯救自己的王國而展開激戰，但就在王子即將做出最後一擊時，阿庫及時將他送往了一個由自己統治的反烏托邦未來。王子採用「傑克」這個名字，在尋找回到自己時空的方法打敗阿蠱，以紐轉原本的未來。與其他動畫不同的是，動畫裡採用簡約的藝術風格，任何事物皆沒有輪廓，以及類似浮世繪的繪畫方式呈現。
《傑克武士》最初播出四季，每季約13話，於2001年8月10日至2004年9月25日播出，12年後，該劇以更黑暗、更成熟的第五季回歸，為傑克的故事畫上了句號；並於2017年3月11日作為Toonami節目組的一部分在卡通頻道的Adult Swim上首播，並於2017年5月20日以最後一集（系列結局）結束。劇集同遊塔塔科夫斯基執導。
該系列獲得了評論界的一致好評，並贏得了八項黃金時段艾美獎，包括傑出動畫節目獎，以及六項安妮獎和一項OIAF獎。

## 前提
|  | 很久以前，遙遠的大地上。我，阿蠱，來自黑暗的變形魔大師，釋出了一股邪惡的力量。但是有一個愚蠢的聖戰武士，揮著寶劍站出來反抗我。就在他使出最後一擊以前，我打開了時間的通道將他送進邪惡主宰的未來。現在這個笨蛋，想要回到過去，摧毀阿蠱所統治的未來。 |

《傑克武士》講述了一位來自封建日本王國的無名年輕王子（由菲爾·拉馬爾配音）的故事，他被父親授予來自三位神——Ra、Rama和Odin——的魔法武士刀，以阻止具有超自然能力的變形惡魔阿蠱，在王子出生八年後，阿蠱從監獄逃了出來，佔領了日本王國的土地，並挾持了皇帝作為人質，但在此之前，王子被他的母親送走周遊世界，接受訓練，這樣他就可以回來使用魔劍打敗阿蠱。歸來後，王子原以強大的力量幾乎擊敗了阿蠱，但在做出最後一擊之前，阿蠱下了一個時間旅行詛咒，將王子傳送到遙遠的未來。
王子抵達未來後，發現周圍環繞著阿蠱統治的反烏托邦復古未來主義世界。他遇到的第一批人稱他為「傑克」，這是一種俚語，王子也以此作為自己的名字。
在隨後的大多數劇集，都描繪了傑克在尋求回到自己的時間並擊敗阿蠱的過程克服了各種障礙，並在未來世界的冒險作為展開

### 設定
復古風格的未來世界居住著各種各樣的居民，例如機器人、外星人、會說話的動物、怪物、魔法生物和神靈。一些地區可能擁有飛行汽車等先進技術，而另一些地區則類似於古代或工業條件。此外，在破壞了他們家園世界的宜居性之後，阿蠱還把其他星球的外星人帶到了地球上居住。各種形式的罪犯和逃犯地球上非常普遍。此外也經常出現神話和超自然生物，並與技術先進的居民中共存。
然而，地球上一些無人居住的地區仍抱持原有的特徵，其中包括森林、叢林和山脈，即使在阿蠱開始征服並統治眾生時，基本上仍未受到影響。甚至還有一些社區沒有受到阿蠱的統治影響，例如少林僧侶，他們設法隱藏和維持他們的人數在秘密的地方。

## 主要人物
- 傑克武士（Samurai Jack）
  - 本劇中心人物，日本天皇之子，本名不詳。他出生的當天，其父擊敗了阿蠱，並將阿蠱封印了起來。多年後的日蝕，阿蠱再度復活，其父被阿蠱俘虜後，便前往世界各地進行武術修練。學成後重回家鄉，向阿蠱發起挑戰，就在他要給阿蠱最后一擊時，阿蠱打開了時光隧道，把他傳送到自己統治的邪惡未來。因此，傑克就開始尋找時光隧道，回到過去摧毀阿蠱所統治的未來。（由於時光旅行的負面影響，身體已經停止老化）
  - 在第五季開頭，由於阿蠱摧毀了所有的時光隧道並於某次戰鬥中失去了唯一可以打敗阿蠱的武士刀而失去奮戰理由（阿蠱用法力控制無辜的綿羊遭傑克殺害，讓武士刀不慎掉落山崖），導致罹患了創傷後壓力症候群並時常出現幻覺；後來重新找回了自我，也讓武士刀再次回到身邊。
  - 最後在Ashi的幫助下回到了過去（阿蠱統治地球前25年），與阿蠱正面迎戰，成功消滅了阿蠱。

- 蘇格蘭人（The Scotsman）
  - 蘇格蘭人，和傑克一樣，蘇格蘭人並不是他真正了名字，他第一次在吊橋上與傑克碰上，砍了傑克的草帽，傑克刺爆了蘇格蘭人的蘇格蘭琴，之後兩人便大打出手，不過後來兩人得知阿蠱都在追殺他們，所以很快就攜手合作，之後蘇格蘭人還成了傑克最可靠的戰友，而後蘇格蘭人也曾找上傑克幫忙拯救自己的妻子。與傑克相同，使用的劍都是神劍，不同的是蘇格蘭人的劍是受到北歐魔法的神力加持，劍刃上偶爾會顯示出北歐魔法符文，就算是傑克的劍也無法斬斷。

在第五季時已是需要坐輪椅的老人，帶著自己的女兒們向阿蠱宣戰，在向阿蠱抛下狠話后，被阿蠱秒殺，但因爲他的魔法符文劍，讓他的靈魂出竅（外形為年輕時）
在第五季最後一集，以靈魂的姿態帶同他的女兒們營救傑克。
- 天皇（The Emperor）
  - 傑克的父親，用自己的正義之心所打造的武士刀封印了阿蠱，傑克的武士刀便是天皇傳給他的。勇敢而且謙虛有禮，教導傑克武士之道，以及為何而戰，與傑克一樣都有一雙堅定的眼神。

- 守門人(The Guardian)
  - 時光隧道的守護者，數千年來不斷的守護一座時光通道；預言中只有打倒他的人才有資格使用時光隧道，皮膚呈藍色且身形魁梧，有著可怕的力量、防禦和速度，在使用軍火方面也十分擅長，在傑克出現時上前阻擋並與傑克戰鬥，之後成功擊敗傑克并將他送走，在傑克離去時對著時光通道說著「時候未到」。
  - 五十年後時空門被摧毀，只留下碎掉的紅色墨鏡在毀壞的門前，從此下落不明，生死未卜。

- 亞希（Ashi）	You made me way more than what I was! 
  - 第5季新登場主要人物，是阿蠱七女兒之一，在其母親喝下阿蠱的黑暗物質后生下的「人類」，而且從小就開始就被實行地獄式的訓練，以打倒和殺死傑克武士，並被教育傑克是讓世界陷入混沌的惡魔，但後來在與傑克的一段相處后，她明白到原來傑克才是真正的好人，看清了事實（後來更愛上了傑克）。
  - 剛出場全身黑色的造型讓不少人以為是緊身衣，但其實是被母親推進火碳堆裏烤焦的皮膚，後來洗掉用附近葉子做了新衣服。由於只被教育殺死傑克而缺乏其他常識，曾在衣服破掉後以裸體繼續協助傑克，在傑克把自己的和服借給她後也還未理解發生甚麼事。
  - 由於擁有阿蠱的血統，因此能爆發出驚人的戰鬥力（在動畫裏曾爲了保護冥想中的傑克，以一人之力打倒數千人的反派軍隊）
  - 在第五季時第九集時被阿蠱發現她的血統並將其力量強制覺醒，同時被洗腦控制，期間擁有阿蠱的所有能力，讓傑克無法下手而放下武士刀投降，被控制時其人類意識不斷反抗阿蠱的力量，最後在傑克告白下成功抵抗並控制住了阿蠱的力量，還用其力量開啟時光隧道幫助傑克回到過去，成功消滅阿蠱。但也因此改寫了歷史，在她與傑克的婚禮上，消失在傑克的懷裏。
  - 然而在官方授權遊戲《傑克武士：穿越時空的戰鬥》裡，如果傑克在消滅阿蠱前毀掉全部50個昏君的家徽，Ashi就能夠生還，順利與傑克結成連理。

- （SAM-MOO-RHAI）
  - 本名不詳
  - 自稱自己是武士的一位黑人角色，性格傲慢自大，在初次遇到傑克時，因爲覺得傑克很强而向他發起了挑戰，結果被傑克狠狠地打敗了，並教會了他什麽才是真正的武士。

在第五季時已經是位老人，成爲了他初遇傑克的茶館的老闆，也從此不再揮動自己的武士刀。（但依然帶著那副獨特的綠色眼鏡）
- （The Blind Archer's）
  - 本名不詳
  - 50年前，他們被阿蠱所詛咒，去守衛一個魔法傳送門，後來被傑克所解放。他們有高超箭術，長著異于常人的長脖子。

在第五季時成立了一個强大部落，部落位于一個森林中央的高山上，同時也擺放著一個傑克武士的石製雕像，用於紀念當年的恩情。
在第五季最後一集，帶同族人救傑克。
- ﹙The talking dogs﹚
  - 本名不詳
  - 是一隻會説話的狗，五十年前被迫害時受傑克相助，同時也讓傑克理解自己穿越到未來。

在第五季最後一集，帶同族人營救傑克。
- ﹙The Spartan King﹚
  - 本名不詳
  - 是一群斯巴達人的領袖，帶領著500人的軍隊，五十年前與傑克聯手對抗機械怪物，曾一度使用傑克的神劍，而戰鬥結束後留下傑克用過的盾牌來向子孫講述傑克的故事。

在第五季最後一集，帶同軍隊營救傑克。

## 敵人
- 阿蠱﹙Aku﹚
  - 本劇終極敵人，傑克的宿敵，來自黑暗的變形魔大師。是一個非常強大的惡魔，為不死之身，他的能力就像變形蟲一樣可以千變萬化，也能從眼睛裏發射雷射光，可造成傷害或改變物體，也能開啟時光隧道。名字源自日文Akuma（惡魔）。
  - 在很久以前，一團「邪惡」的黑色物體出現在了一個遙遠的宇宙中，眾神委派阿薩神族主神奧丁、埃及神族太陽神拉和印度神族毗濕奴化身羅摩前去消滅它。然而，在祂們與黑色物體戰鬥時，卻意外地讓一小塊黑色物體飄走了，導致那一小塊黑色物體落在地球上，演變成了阿蠱。
  - 在剛開始時被傑克用武士刀給予最後一擊之前，打開了時光隧道，讓他掉進自己所統治的邪惡未來。
  - 在第五季最後一集時，由於Ashi在的幫助下令傑克回到了過去，被傑克徹底消滅。

- ﹙The High Priestess﹚
  - 本名不詳
  - 第五季新登場人物，她是一個以崇拜阿蠱爲主的女性教派（Cult of Aku）的領袖，也是阿蠱七女兒的生母，在喝下阿蠱的黑暗物質后生下她們，並從小教育她們成爲出色的刺客，以便殺死傑克。後來更親自出馬，試圖刺殺傑克，但被Ashi阻止，在一番打鬥后Ashi用箭刺穿她的身體，掉下懸崖死亡。
  - 她們教派的人都穿著全黑的服飾，帶著一個和阿蠱的角一樣的白色面具。

- 阿蠱七女兒﹙Daughters of Aku﹚
  - 七位由The High Priestess所生下的女性角色，從小就開始就被實行地獄式的訓練和洗腦教育，以成爲出色的刺客並殺死傑克武士。
  - 在她們成年後，被母親正式給予「阿蠱七女兒」的稱號，並開始了獵殺傑克的路途。但在追殺的過程中，都一一被傑克殺死，最后衹剩Ashi一位活到最後。

（阿蠱七女兒也是傑克所殺的第一批人類）
- ﹙Scaramouche﹚
  - 第五季新登場人物，阿蠱旗下的一位機器人刺客，也是第一位發現傑克失去了武士刀的傢夥，剛出場時帶著一頂草帽，身穿紫色大衣與橘色圍巾，使用的武器為音叉刀，能用笛子演奏讓石塊動起來幫忙攻擊，唱歌能操控刀具飛起來攻擊，被傑克打敗后爆炸，祗剩下一顆頭，後來用盡各種方法回到阿蠱的藏身點，並告知阿蠱傑克失去了武士刀后被阿蠱把身體變回來。
  - 後來和阿蠱一起前往與「失去武士刀」的傑克會面，但當時傑克早已找回武士刀，所以被阿蠱以爲是謊言而直接炸爆他的頭。

- ﹙Demongo﹚
  - 阿蠱旗下的一位最强的惡魔，全身以黑色爲主，頭部會發出藍色的火焰並冒泡，以吸收戰死的戰士或猛獸的靈魂來操控他們戰鬥，越多靈魂他就越强大，由於是靈魂，因此被打敗時，能再次吸入體内從新召喚，造成永遠不可能打倒的狀態。
  - 在第二季時與傑克戰鬥，先是完全壓倒傑克，但後來因傑克成功進入到他的體内，解放了那些靈魂，讓他最終敗北，被憤怒的阿蠱捏碎。
  - 第五季因不明原因回歸，登場理由為走錯地方了...

## 集數列表
| 季數 | 集数 | 集数 | 首播日期       | 首播日期       | 首播日期   |
| 季數 | 集数 | 集数 | 首映           | 季终           | 电视网     |
| ---- | ---- | ---- | -------------- | -------------- | ---------- |
| 1    | 13   | 13   | 2001年8月10日  | 2001年12月3日  | 卡通頻道   |
| 2    | 13   | 13   | 2002年3月1日   | 2002年10月11日 | 卡通頻道   |
| 3    | 13   | 13   | 2002年10月18日 | 2003年8月26日  | 卡通頻道   |
| 4    | 13   | 13   | 2003年6月14日  | 2004年9月25日  | 卡通頻道   |
| 5    | 10   | 10   | 2017年3月11日  | 2017年5月20日  | Adult Swim |

## 相關網站出處
1. 1 2  . TV Guide.   [2021-03-21]. （原始内容存档于2021-03-21）.
2. ↑   (新闻稿). Time Warner. 2002-06-12  [2017-08-22]. （原始内容存档于2017-08-02）.
3. ↑  Kohn, Eric. . IndieWire. 2017-03-01  [2017-03-31]. （原始内容存档于2017-03-31）.
4. ↑  Robinson, Tasha. . The Verge. 2017-03-10  [2017-03-31]. （原始内容存档于2017-04-02）.

## 外部連結
- 官方网站
- 互联网电影数据库（IMDb）上《傑克武士》的资料（英文）
- 大卡通上《傑克武士》的資料